# Vismaya
Vismaya — рід грибів. Назва вперше опублікована 2001 року.

## Класифікація
До роду Vismaya відносять 1 вид:
- Vismaya chaturbeeja